# دينيسي ماكان
دينيسي ماكان (بالإنجليزية: Denise McCann)‏ هي مغنية أمريكية، ولدت في 16 ديسمبر 1948.

## وصلات خارجية
- دينيسي ماكان على موقع ميوزك برينز (الإنجليزية)
- دينيسي ماكان على موقع أول ميوزيك (الإنجليزية)
- دينيسي ماكان على موقع ديسكوغز (الإنجليزية)